# بنجامين لوغان
بنجامين لوغان (بالإنجليزية: Benjamin Logan)‏ هو سياسي أمريكي، ولد في 1742، وتوفي في 1802.